# Tinne Hoff Kjeldsen
Tinne Hoff Kjeldsen é uma historiadora da matemática dinamarquesa, professora da Universidade de Roskilde e da Universidade de Copenhague.
Obteve um doutorado em 1999 na Universidade de Roskilde, orientada por Anders Hede Madsen, com a tese En kontekstualiseret matematikhistorisk analyse af ikke-lineær programmering: udviklingshistorie og multipel opdagelse.
Em 2012 foi eleita Fellow da American Mathematical Society.
Foi palestrante convidada do Congresso Internacional de Matemáticos em Hyderabad (2010: History of convexity and mathematical programming: connections and relationships in two episodes of research in pure and applied mathematics of the 20th century).

## Obras

### Artigos em periódicos
- "The Early History of the Moment Problem." Historia Mathematica, vol. 20, 1993, pp. 19–44.
- "A Contextualized Historical Analysis of the Kuhn-Tucker Theorem in Nonlinear Programming: The Impact of World War II." Historia Mathematica, vol. 27, 2000, pp. 331–361.
- "The Emergence of Nonlinear Programming: Interactions between Practical Mathematics and Mathematics Proper." The Mathematical Intelligencer, vol. 22, 2000, pp. 50–54.
- "John von Neumann’s Conception of the Minimax Theorem: A Journey Through Different Mathematical Contexts." Archive for History of Exact Sciences, vol. 56, 2001, pp. 39–68.
- "Different Motivations and Goals in the Historical Development of the Theory of Systems of Linear Inequalities." Archive for History of Exact Sciences, vol. 56, 2002, pp. 469–538.
- "Fenchel’s Dualitätssatz (Dänisch)." Matilde – Newsletter of the Danish Mathematical Society, vol. 15, 2003, pp. 14–17.
- "From Measuring Tool to Geometrical Object: Minkowski’s Development of the Concept of Convex Bodies." Archive for History of Exact Sciences, vol. 62, 2008, pp. 59–89.
- "Egg-forms and Measure Bodies: Different Mathematical Practices in the Early History of the Development of the Modern Theory of Convexity." Science in Context, vol. 22, 2009, pp. 85–113.

### Capítulos de livros
- "New Mathematical Disciplines and Research in the Wake of World War II." In Bernhelm Booß-Bavnbek and Jens Høyrup (eds.), Mathematics and War, Birkhäuser, 2003, pp. 126–152.
- "The Development of Nonlinear Programming in Post-War USA: Origin, Motivation, and Expansion." In H. B. Andersen, F. V. Christiansen, K. F. Jörgensen, and V. Hendricks (eds.), The Way Through Science and Philosophy: Essays in Honour of Stig Andur Pedersen, College Publications, London, 2006, pp. 31–50.
- "Albert W. Tucker." In Noretta Koertge (ed.), The New Dictionary of Scientific Biographies, vol. 7, Charles Scribner’s Sons, Detroit, 2008, pp. 80–82.
- "Operations Research and Mathematical Programming: From War to Academia – A Joint Venture." In Vagn Lundsgaard Hansen and Jeremy Gray (eds.), History of Mathematics, in Encyclopedia of Life Support Systems (EOLSS), 2008.
- "Abstraction and Application: New Contexts, Interpretations in Twentieth-Century Mathematics." In Eleanor Robson and Jacqueline Stedall (eds.), The Oxford Handbook of the History of Mathematics, Oxford University Press, New York, 2009, pp. 755–778.
- "A History of the Minimax Theorem: A Journey Through Different Mathematical Contexts." In Daniel Beckers, Katja Peters, and Carsten Vollmers (eds.), 9. Novembertagung zur Geschichte der Mathematik, Nijmegen, 1999, pp. 32–38.

### Livros
- New Trends in the History and Philosophy of Mathematics (co-editor with Stig Andur Pedersen and Lise Mariane Sonne-Hansen), Syddansk Universitetsforlag, Odense, 2004.
- Traces and Emergence of Nonlinear Programming (co-editor with Giorgio Giorgi), Birkhäuser, 2014.
- Hvad er Matematik, Akademisk Forlag, 2011.